# Lycoperdon marginatum
Espèce

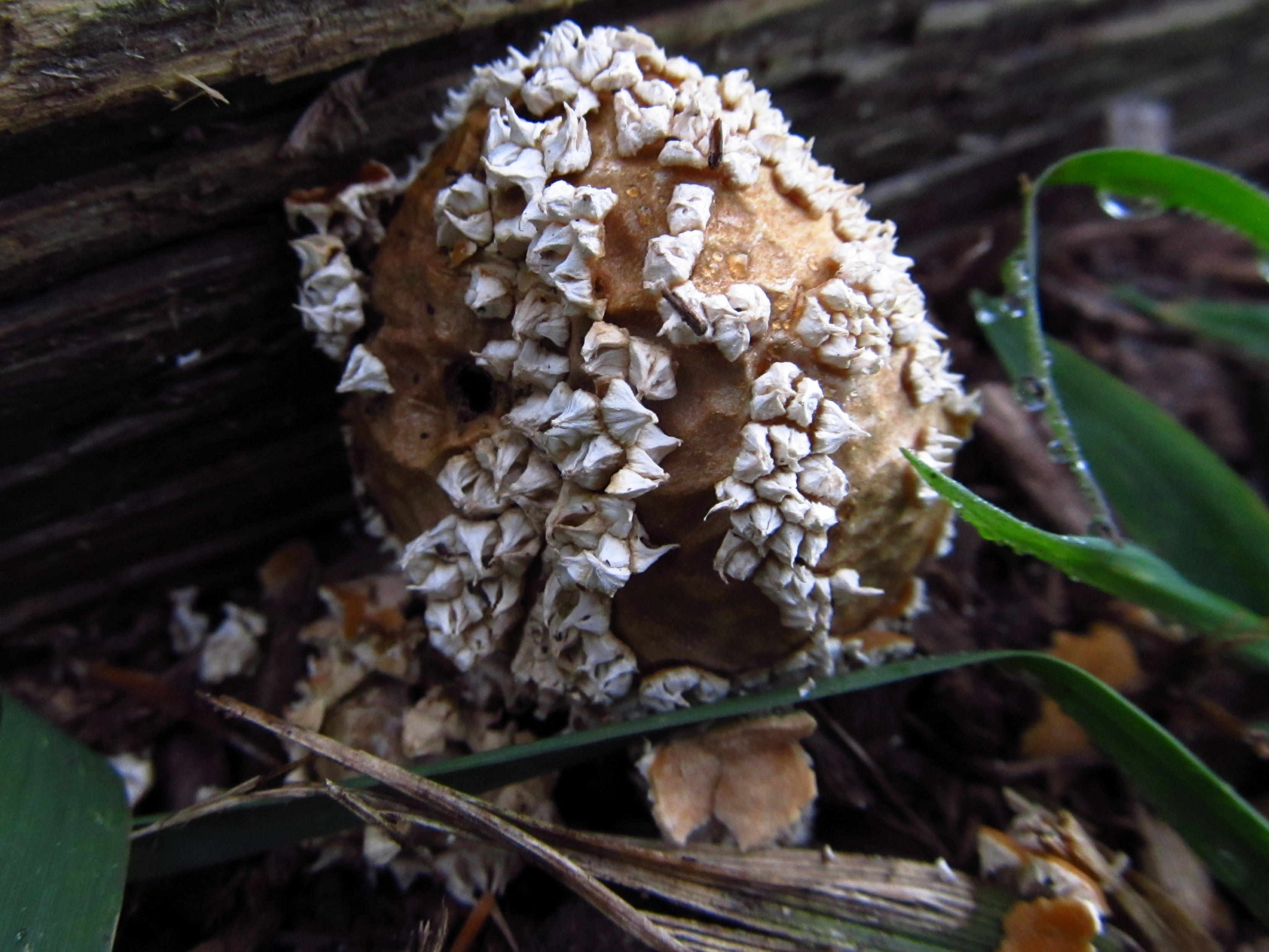
Lycoperdon marginatum avec chute des épines

Lycoperdon marginatum est une espèce de champignon de la famille des Lycoperdaceae. Il est communément connu sous le nom de « vesse de loup marginée », et peeling puffball en anglais. Espèce commune, on la trouve en Europe et en Amérique du Nord, où elle pousse au sol. Il se caractérise par la manière dont la couche externe épineuse se détache en feuilles.

## Taxonomie
Le nom correct complet (avec auteur) de ce taxon est Lycoperdon marginatum Vittad., 1839.
L'espèce a été décrite scientifiquement pour la première fois en 1839 par Vittadini. L'analyse moléculaire place l'espèce dans le sous-genre  Lycoperdon du genre Lycoperdon, ainsi que L. perlatum et L. norvegicum.

## Description
Les corps fruitiers de Lycoperdon marginatum sont à peu près sphériques lorsqu'ils sont jeunes, devenant aplatis et plus en forme de poire à maturité, et ont des dimensions de 1–5 cm de large. Un stipe court et effilé maintient le corps du fruit. Initialement blanche, la surface du péridium est densément couverte d'épines courtes ; les épines finissent par tomber en feuilles irrégulières, exposant la surface sous-jacente lisse et brune. Les corps fruitiers matures forment une petite ouverture au sommet par laquelle les spores sont libérées. Le tissu interne porteur de spores, le gleba, est initialement blanc et ferme, mais devient brun verdâtre puis brun grisâtre et poudreux à maturité du champignon. Les spores sont sphériques, couvertes de minuscules verrues et mesurent 3,5 à 4,5 μm. Elles ont un capillitium brun jaunâtre. des fils qui ont quelques pores ou septa et mesurent 6 à 7 μm de large.
Lycoperdon echinatum est similaire en apparence, mais ses épines ne se détachent pas en feuilles. L'exopéridium de L. rimulatum  se décolle parfois en feuilles, mais il n'a pas d'épines à sa surface.

## Habitat et répartition
Lycoperdon marginatum est saprobie et pousse sur le sol seul, dispersé ou en groupe. Espèce assez commune, on la trouve souvent sur les sols sableux, dans les endroits pauvres en nutriments ou dans les bois de chênes-pins, où elle fructifie entre juin et décembre. On la trouve en Australie, en Europe et en Amérique du Nord et du Sud.
Cette espèce figurait sur un timbre-poste des Île de l'Ascension en 1983.

## Utilisation
Il y a eu des rapports contradictoires concernant sa comestibilité, certains la décrivant comme étant sans danger pour la consommation (mais peu substantielle) et d'autres la décrivant comme vénéneuse. L'espèce est utilisée au Mexique pour produire des hallucinations auditives, bien que l'analyse chimique des corps fruitiers n'ait révélé la présence d'aucune substance qui provoquerait cet effet.

## Publication originale
- Moris, GG; De Notaris, G, Florula Caprariae, 1839, p. 1-244